# شینده
پادشاه شینده (کره‌ای: 신대태왕؛ زاده:۸۹؛ سلطنت:۱۶۵–۱۷۹ میلادی)؛ هشتمین امپراتور گوگوریو، شمالی‌ترین در میان سه پادشاهی کره، بود. بر طبق نوشته‌های سامگوک ساگی، شینده برادر ناتنی ششمین امپراتور، پادشاه ته‌جو، و هفتمین امپراتور، پادشاه چاده، بود. سایر نوشته‌ها، او را پسر پادشاه ته‌جو یا پادشاه چاده معرفی کرده‌اند.
با نگاهی به توصیف ظاهر و شخصیت پادشاه سیندائه در سامگوک ساگی، «او ظاهری زیبا و مردی باهوش و شخصیتی مهربان و سخاوتمند داشت» با قضاوت از عنوان پس از مرگ او و ارزیابی او در سامگوک ساگی می‌توانیم ببینیم که او پادشاهی بوده که بسیار مورد احترام بوده است.

## به قدرت رسیدن
او تحت فرمانروایی سخت پادشاه چاده ساکت ماند و خود را در کوه‌ها پنهان کرد. پس از ترور پادشاه چاده توسط میونگنیم دَپبو، شینده توسط مقامات دربار دعوت شد تا بر تاج و تخت بنشیند. در آن زمان او ۷۷ سال داشت. سامگوک یوسا نشان می‌دهد که پادشاه شینده خود پادشاه ته‌جو و پادشاه چاده را کشت تا پادشاه شود. او سعی کرد با وارد کردن پسر چاده و سایر مخالفان در دولت خود، دربار را تثبیت کند. برای تقویت قدرت سلطنتی، او پست نخست‌وزیری «گوکسانگ (國相)» را ایجاد کرد و میونگنیم دَپبو را به این مقام منصوب کرد.

## حکومت
درسال‌های ۱۶۹ و ۱۷۲ میلادی، گوگوریو توسط چین مورد حمله قرار گرفت، اما با موفقیت به مقاومت برای کنترل مرز ادامه داد. گوگوریو با ژیان‌بی متحد شد و به مناطق یوجو و بیونگجو در سلسله هان چین حمله کرد. با این حال، اتحاد آنها هیچ پیروزی بزرگی به همراه نداشت. هان‌های بعدی در یازدهمین ماه سال ۱۷۲ میلادی به گوگوریو حمله کردند، اما توسط ارتش میونگنیم دَپبو در جواوون (坐原) نابود شدند، موفق شدند قلمرو خود را به سمت غرب پادشاهی گسترش دهند.
در زمان سلطنت پادشاه چادائه، او برای فرار از ظلم و ستم، در کوهستان پنهان می‌شد. در سال ۱۶۵، هنگامی که میونگنیم دپبو، پادشاه چادائه را ترور کرد، دستیار چپ، ائوجیریو، کسی را فرستاد تا بکگو را به عنوان پادشاه بر تخت سلطنت بنشاند. او در سن ۷۷ سالگی به سلطنت رسید.
نسب خانوادگی او تا حدودی نامشخص است، زیرا از کتبی به کتب دیگر و حتی در خود سامگوک ساگی متفاوت است. بر اساس سامگوک ساگی و سامگوک یوسا، پادشاه سیندائه برادر ناتنی پادشاه ته‌جو بود، اما بر اساس کتاب هان متأخر، پادشاه سیندائه پسر پادشاه چادائه بود. همچنین، در سالنامه گوگوریو در سامگوک ساگی، نام پسرش، شاه سانسانگ، ویگونگ است و او نتیجهٔ شاه تجو می‌باشد، بنابراین شجره‌نامهٔ خانوادگی آنها با هم مطابقت ندارد. حتی اگر ما پادشاه را به عنوان نوه‌اش، دونگچئون‌وانگ، به جای پسرش، پادشاه سانسانگ، معرفی کنیم، رابطه بین او و پادشاه تجو باید به عنوان پدر و پسر، و نه برادر، در نظر گرفته شود. شین چه هو، شاه شیندائه را به عنوان پسر نامشروع شاه ته‌جو می‌دید.
در سال ۱۶۶، پادشاه سیندائه مناصب دستیاران چپ و راست را لغو کرد، سیستم ملی سانگ را معرفی کرد، میونگنیم دپبو را منصوب کرد، عفو عمومی صادر کرد و پسر پادشاه چادائه، چوان، را به عنوان فرمانده ارتش یانگ گوک منصوب کرد و از این طریق به دنبال ثبات سیاسی بود. در سال ۱۶۸، فرماندار شوانتو از سلسله هان متأخر حمله کرد ولی توسط پادشاه شین دائه شکست خورد و تسلیم گوگوریو شد، و در سال ۱۶۹، او به فرماندار ژوانتو، گونگسون دو، در سرکوب راهزنان فوجیان کمک کرد. وقتی سلسله هان در سال ۱۷۲ حمله کرد، آنها با تاکتیک زمین سوخته پاسخ دادند. هنگامی که ارتش هان از گرسنگی خسته و فرسوده شده بودند، عقب‌نشینی کردند، پادشاه شیندائه، میونگنیم داپبو را فرستاد و ارتش هان را در جواون شکست داد.
در سال ۱۷۶ میلادی، او شاهزاده نامو را به عنوان ولیعهد منصوب کرد و در دسامبر ۱۷۹ میلادی (به تقویم قمری) در سن ۹۱ سالگی درگذشت.

## جانشینی
درسال ۱۷۶ میلادی، او دومین پسرش نام‌مو را به عنوان ولیعهد (پادشاه بعدی گگوکچون) نامید که سنت جانشینی پدری را تثبیت کرد. شینده در دوازدهمین ماه قمری سال ۱۷۹ در سن ۹۱ سالگی درگذشت.

## خانواده
- همسر ناشناس
  - پسر نخست: شاهزاده بالگی؛ پس از به تخت نشستن پادشاه سانسانگ خودکشی کرد.
  - پسر دوم: شاهزاده ناممو؛ سپس پادشاه گگوگچون
  - پسر سوم: شاهزاده یونو؛ سپس پادشاه سانسانگ
  - پسر چهارم: شاهزاده گیه‌سو؛ یک ژنرال فعال در زمان سلطنت هر دو پادشاه گگوگچون و سانسانگ.

## تصویرسازی مدرن
- به تصویر کشیده شده توسط «به گیبوم» در مجموعه تلویزیونی ملکه وو درسال ۲۰۲۴.